# اسلیپی آی (مینه‌سوتا)
اسلیپی آی، مینه‌سوتا (به انگلیسی: Sleepy Eye, Minnesota) یک شهر در ایالات متحده آمریکا است که در شهرستان براون واقع شده‌است.

## خصوصیات
اسلیپی آی ۵٫۲۳ کیلومترمربع مساحت و ۳٬۵۹۹ نفر جمعیت دارد و ۳۱۲ متر بالاتر از سطح دریا واقع شده‌است.

## نگارخانه

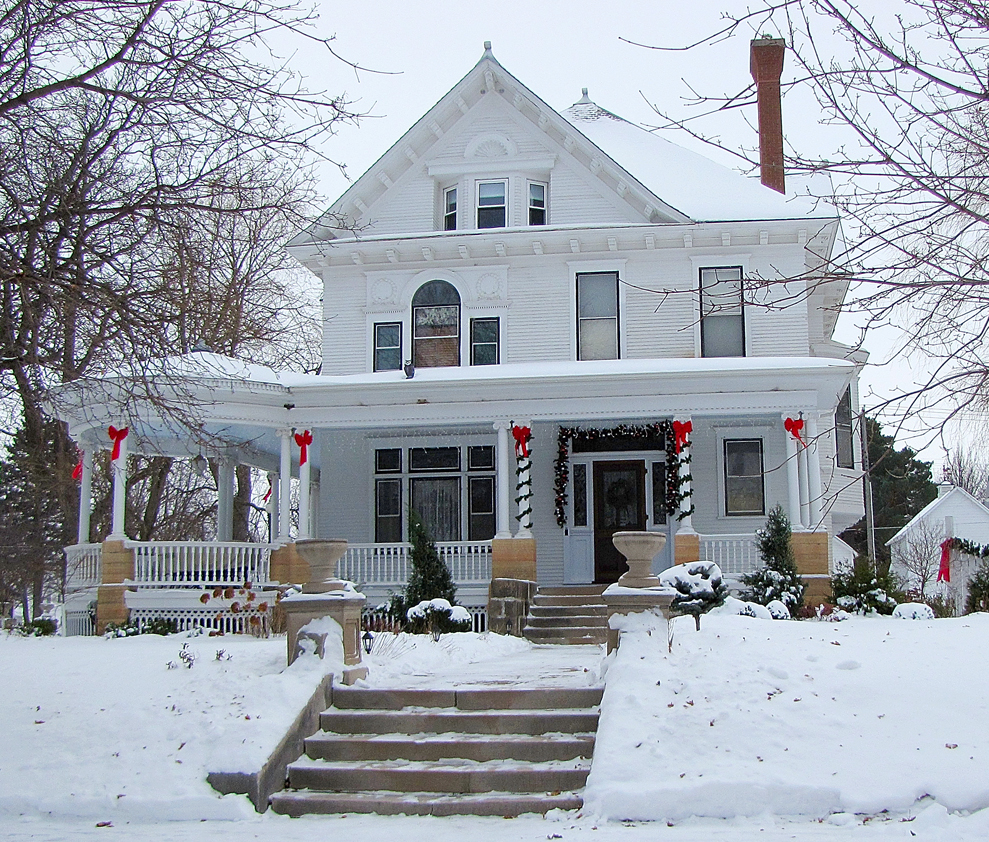
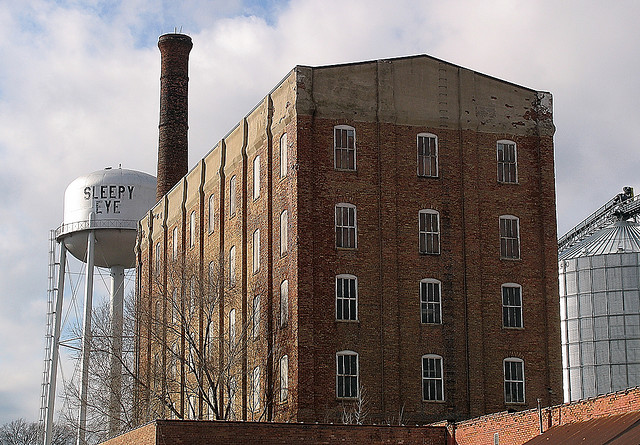
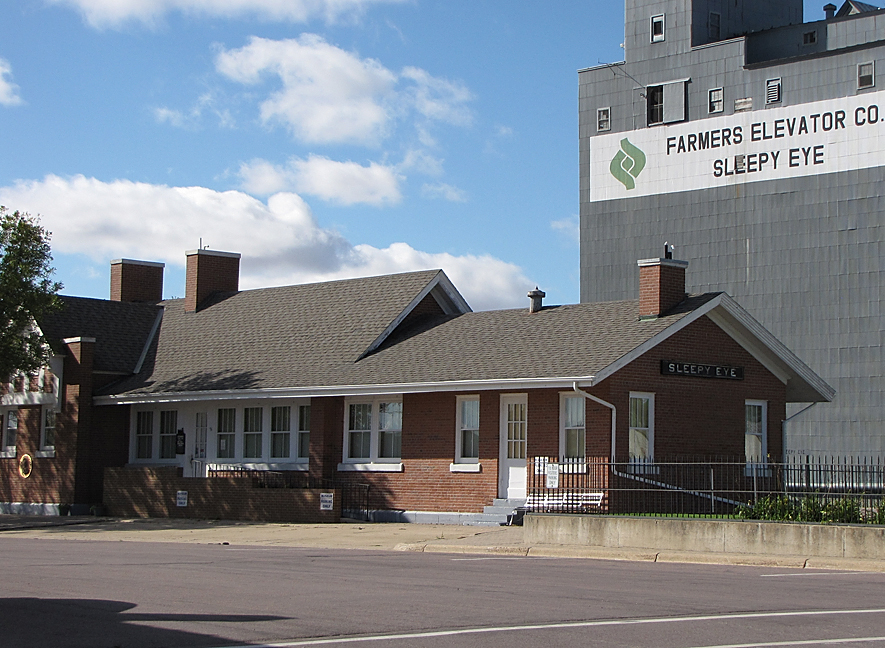
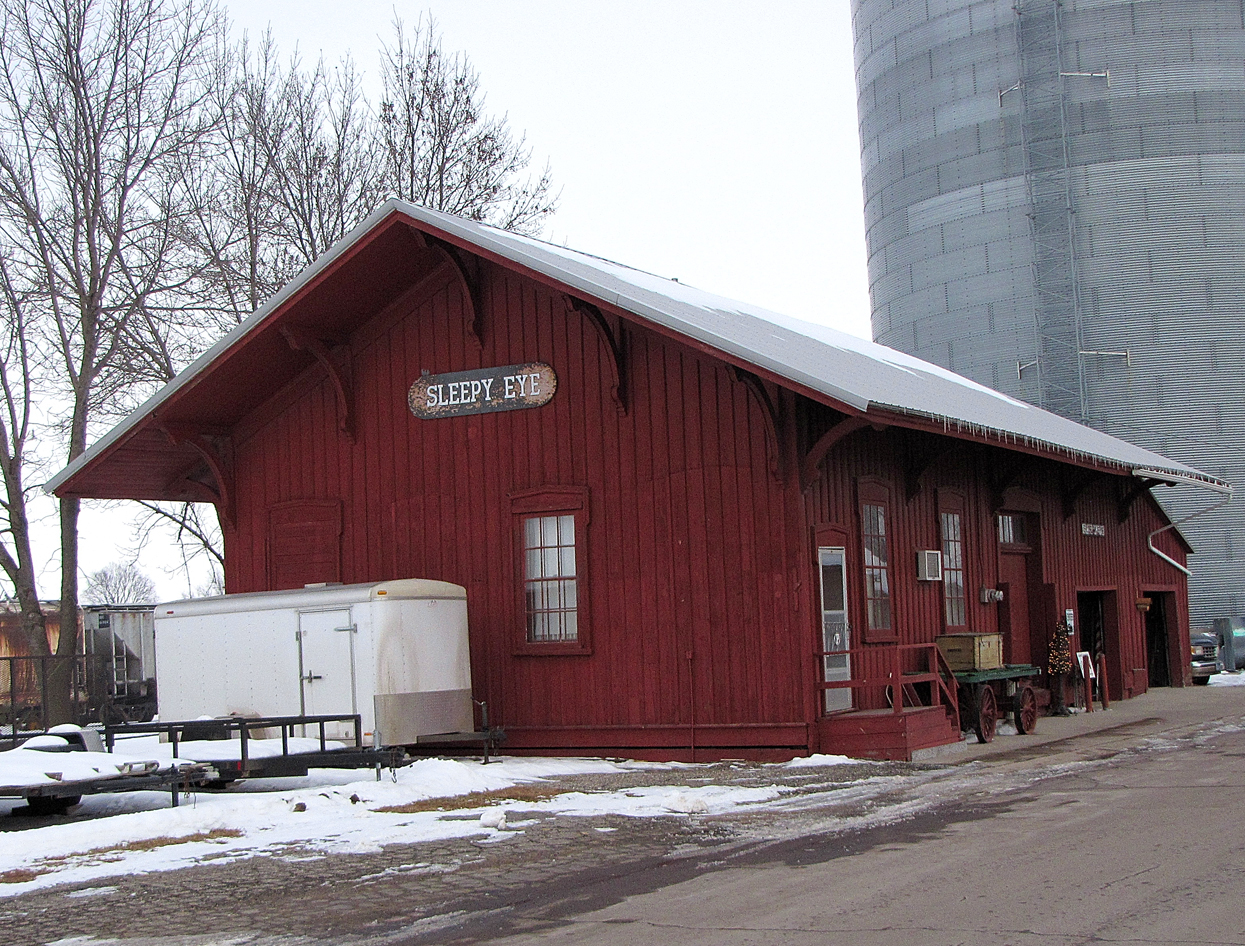